# Eletti al Senato della Repubblica nelle elezioni politiche italiane del 2006
Questo elenco riporta i nomi dei senatori della XV legislatura della Repubblica Italiana dopo le elezioni politiche del 2006, suddivisi per circoscrizione.

## I - Valle d'Aosta
La Valle d'Aosta elegge un senatore in un collegio uninominale. La coalizione che raccoglie più voti è L'Unione.
| Lista                        | Eletto       | Note                                      |
| ---------------------------- | ------------ | ----------------------------------------- |
| Autonomie Liberté Démocratie | Carlo Perrin | Eletto nel collegio uninominale regionale |

## II - Piemonte
Il Piemonte elegge 22 senatori. Il premio di maggioranza regionale assegna allo schieramento vincente almeno 13 senatori. La coalizione che raccoglie più voti è la Casa delle Libertà.
| Lista                                        | Eletto                     | Note                                                                        |
| -------------------------------------------- | -------------------------- | --------------------------------------------------------------------------- |
| Forza Italia                                 | Enzo Giorgio Secondo Ghigo |                                                                             |
| Forza Italia                                 | Lucio Stanca               |                                                                             |
| Forza Italia                                 | Giuseppe Vegas             |                                                                             |
| Forza Italia                                 | Lucio Malan                |                                                                             |
| Forza Italia                                 | Aldo Scarabosio            |                                                                             |
| Forza Italia                                 | Lorenzo Piccioni           | In sostituzione di Marcello Pera che ha optato per altra circoscrizione     |
| Democratici di Sinistra                      | Livia Turco                |                                                                             |
| Democratici di Sinistra                      | Giorgio Benvenuto          |                                                                             |
| Democratici di Sinistra                      | Magda Negri                |                                                                             |
| La Margherita                                | Gianfranco Morgando        |                                                                             |
| La Margherita                                | Gianni Vernetti            | Dimissioni accettate il 4 luglio 2007                                       |
| La Margherita                                | Lorenzo Emilio Ria         | Subentra a Gianni Vernetti                                                  |
| Alleanza Nazionale                           | Ugo Giovanni Martinat      |                                                                             |
| Alleanza Nazionale                           | Giuseppe Menardi           |                                                                             |
| Alleanza Nazionale                           | Andrea Fluttero            |                                                                             |
| Rifondazione comunista                       | Daniela Alfonzi            |                                                                             |
| Rifondazione comunista                       | Franco Turigliatto         |                                                                             |
| Lega Nord-Movimento per l'Autonomia          | Roberto Calderoli          |                                                                             |
| Lega Nord-Movimento per l'Autonomia          | Michelino Davico           |                                                                             |
| Unione dei Democratici Cristiani e di Centro | Tomaso Zanoletti           |                                                                             |
| Unione dei Democratici Cristiani e di Centro | Maurizio Eufemi            | In sostituzione di Rocco Buttiglione che ha optato per altra circoscrizione |
| Insieme con l'Unione                         | Dino Tibaldi               | In sostituzione di Natale Ripamonti che ha optato per altra circoscrizione  |
| Italia dei Valori                            | Franca Pia Rame            |                                                                             |

## III - Lombardia
La Lombardia elegge 47 senatori. Il premio di maggioranza regionale assegna allo schieramento vincente almeno 26 senatori. La coalizione che raccoglie più voti è la Casa delle Libertà, che, avendo ottenuto il 56,9% delle preferenze, ha avuto diritto a 27 senatori.
| Lista                                        | Eletto                          | Note                                                                        |
| -------------------------------------------- | ------------------------------- | --------------------------------------------------------------------------- |
| Forza Italia                                 | Roberto Formigoni               | Si è dimesso il 12 luglio 2006. Subentra Antonio Del Pennino                |
| Forza Italia                                 | Guido Possa                     |                                                                             |
| Forza Italia                                 | Ombretta Colli                  |                                                                             |
| Forza Italia                                 | Gianfranco Rotondi              |                                                                             |
| Forza Italia                                 | Gianpiero Carlo Cantoni         |                                                                             |
| Forza Italia                                 | Marcello Dell'Utri              |                                                                             |
| Forza Italia                                 | Antonio Tomassini               |                                                                             |
| Forza Italia                                 | Nitto Francesco Palma           |                                                                             |
| Forza Italia                                 | Luigi Scotti                    |                                                                             |
| Forza Italia                                 | Romano Comincioli               |                                                                             |
| Forza Italia                                 | Luigi Grillo                    |                                                                             |
| Forza Italia                                 | Enrico Pianetta                 |                                                                             |
| Forza Italia                                 | Valerio Carrara                 |                                                                             |
| Forza Italia                                 | Egidio Sterpa                   |                                                                             |
| Forza Italia                                 | Antonio Del Pennino             | subentrato a Roberto Formigoni                                              |
| Democratici di Sinistra                      | Gerardo D'Ambrosio              |                                                                             |
| Democratici di Sinistra                      | Fiorenza Bassoli                |                                                                             |
| Democratici di Sinistra                      | Marco Furio Colombo             |                                                                             |
| Democratici di Sinistra                      | Carlo Ferruccio Antonio Fontana |                                                                             |
| Democratici di Sinistra                      | Paolo Bodini                    |                                                                             |
| Democratici di Sinistra                      | Guido Galardi                   |                                                                             |
| Democratici di Sinistra                      | Giorgio Roilo                   | In sostituzione di Giorgio Benvenuto che ha optato per altra circoscrizione |
| Lega Nord-Movimento per l'Autonomia          | Roberto Castelli                |                                                                             |
| Lega Nord-Movimento per l'Autonomia          | Giuseppe Leoni                  |                                                                             |
| Lega Nord-Movimento per l'Autonomia          | Ettore Pietro Pirovano          |                                                                             |
| Lega Nord-Movimento per l'Autonomia          | Dario Galli                     |                                                                             |
| Lega Nord-Movimento per l'Autonomia          | Dario Fruscio                   |                                                                             |
| La Margherita                                | Paola Binetti                   |                                                                             |
| La Margherita                                | Valerio Zanone                  |                                                                             |
| La Margherita                                | Emanuela Baio Dossi             |                                                                             |
| La Margherita                                | Franco Danieli                  |                                                                             |
| La Margherita                                | Daniele Bosone                  |                                                                             |
| La Margherita                                | Paolo Rossi                     | In sostituzione di Tiziano Treu che ha optato per altra circoscrizione      |
| Alleanza Nazionale                           | Alfredo Mantica                 |                                                                             |
| Alleanza Nazionale                           | Alessio Butti                   |                                                                             |
| Alleanza Nazionale                           | Giuseppe Valditara              |                                                                             |
| Alleanza Nazionale                           | Stefano Losurdo                 |                                                                             |
| Alleanza Nazionale                           | Antonino Caruso                 |                                                                             |
| Rifondazione comunista                       | Maria Luisa Boccia              |                                                                             |
| Rifondazione comunista                       | Giovanna Capelli                |                                                                             |
| Rifondazione comunista                       | Giovanni Confalonieri           |                                                                             |
| Rifondazione comunista                       | José Luiz Del Roio              |                                                                             |
| Unione dei Democratici Cristiani e di Centro | Rocco Buttiglione               |                                                                             |
| Unione dei Democratici Cristiani e di Centro | Graziano Maffioli               |                                                                             |
| Unione dei Democratici Cristiani e di Centro | Luigi Maninetti                 | In sostituzione di Luca Marconi che ha optato per altra circoscrizione      |
| Insieme con l'Unione                         | Natale Ripamonti                |                                                                             |
| Insieme con l'Unione                         | Maria Agostina Pellegatta       |                                                                             |
| Insieme con l'Unione                         | Gianpaolo Silvestri             | In sostituzione di Armando Cossutta che ha optato per altra circoscrizione  |

## IV - Trentino-Alto Adige
Il Trentino-Alto Adige elegge un senatore in una circoscrizione proporzionale regionale e sei in altrettanti collegi uninominali. La coalizione che raccoglie più voti è L'Unione.
| Lista              | Eletto                   | Note                                                 |
| ------------------ | ------------------------ | ---------------------------------------------------- |
| Casa delle Libertà | Sergio Divina            | Eletto nella circoscrizione proporzionale regionale  |
| L'Unione SVP       | Claudio Molinari         | Eletto nel collegio uninominale di Rovereto          |
| L'Unione SVP       | Oskar Peterlini          | Eletto nel collegio uninominale di Bolzano           |
| SVP                | Manfred Pinzger          | Eletto nel collegio uninominale di Merano            |
| Casa delle Libertà | Giacomo Santini          | Eletto nel collegio uninominale di Pergine Valsugana |
| SVP                | Helga Thaler Ausserhofer | Eletto nel collegio uninominale di Bressanone        |
| L'Unione SVP       | Giorgio Tonini           | Eletto nel collegio uninominale di Trento            |

## V - Veneto
Il Veneto elegge 24 senatori. Il premio di maggioranza regionale assegna allo schieramento vincente almeno 14 senatori. La coalizione che raccoglie più voti è la Casa delle Libertà.
| Lista                                        | Eletto                             | Note                                                                   |
| -------------------------------------------- | ---------------------------------- | ---------------------------------------------------------------------- |
| Forza Italia                                 | Giancarlo Galan                    | Si è dimesso il 12 luglio 2006. Subentra Pierantonio Zanettin          |
| Forza Italia                                 | Niccolò Ghedini                    |                                                                        |
| Forza Italia                                 | Maria Elisabetta Alberti Casellati |                                                                        |
| Forza Italia                                 | Maurizio Sacconi                   |                                                                        |
| Forza Italia                                 | Paolo Scarpa Bonazza Buora         |                                                                        |
| Forza Italia                                 | Anna Cinzia Bonfrisco              |                                                                        |
| Forza Italia                                 | Pierantonio Zanettin               | Subentrato il 12 luglio 2006 in sostituzione di Giancarlo Galan        |
| La Margherita                                | Tiziano Treu                       |                                                                        |
| La Margherita                                | Paolo Giaretta                     |                                                                        |
| La Margherita                                | Luigi Lusi                         |                                                                        |
| La Margherita                                | Simonetta Rubinato                 |                                                                        |
| Alleanza Nazionale                           | Luigi Ramponi                      |                                                                        |
| Alleanza Nazionale                           | Maurizio Saia                      |                                                                        |
| Alleanza Nazionale                           | Gustavo Selva                      |                                                                        |
| Democratici di Sinistra                      | Antonio Enrico Morando             |                                                                        |
| Democratici di Sinistra                      | Anna Maria Serafini                |                                                                        |
| Democratici di Sinistra                      | Felice Casson                      |                                                                        |
| Democratici di Sinistra                      | Edoardo Ronchi                     |                                                                        |
| Lega Nord-Movimento per l'Autonomia          | Stefano Stefani                    |                                                                        |
| Lega Nord-Movimento per l'Autonomia          | Piergiorgio Stiffoni               |                                                                        |
| Lega Nord-Movimento per l'Autonomia          | Paolo Franco                       |                                                                        |
| Unione dei Democratici Cristiani e di Centro | Francesco D'Onofrio                |                                                                        |
| Unione dei Democratici Cristiani e di Centro | Antonio De Poli                    | In sostituzione di Luca Marconi che ha optato per altra circoscrizione |
| Rifondazione comunista                       | Tiziana Valpiana                   |                                                                        |
| Insieme con l'Unione                         | Anna Donati                        |                                                                        |

## VI - Friuli-Venezia Giulia
Il Friuli-Venezia Giulia elegge 7 senatori. Il premio di maggioranza regionale assegna allo schieramento vincente almeno 4 senatori. La coalizione che raccoglie più voti è la Casa delle Libertà.
| Lista                               | Eletto                       | Note |
| ----------------------------------- | ---------------------------- | ---- |
| Forza Italia                        | Roberto Antonione            |      |
| Forza Italia                        | Giulio Camber                |      |
| Alleanza Nazionale                  | Giovanni Collino             |      |
| Democratici di Sinistra             | Carlo Pegorer                |      |
| La Margherita                       | Willer Bordon                |      |
| Lega Nord-Movimento per l'Autonomia | Albertino Gabana             |      |
| Rifondazione comunista              | Lidia Brisca vedova Menapace |      |

## VII - Liguria
La Liguria elegge 8 senatori. Il premio di maggioranza regionale assegna allo schieramento vincente almeno 5 senatori. La coalizione che raccoglie più voti è L'Unione.
| Lista                   | Eletto                      | Note                                                                                     |
| ----------------------- | --------------------------- | ---------------------------------------------------------------------------------------- |
| Forza Italia            | Alfredo Paolo Pietro Biondi |                                                                                          |
| Forza Italia            | Giuseppe Saro               |                                                                                          |
| Democratici di Sinistra | Graziano Giorgio Mazzarello |                                                                                          |
| Democratici di Sinistra | Andrea Ranieri              |                                                                                          |
| Democratici di Sinistra | Sabina Rossa                |                                                                                          |
| Alleanza Nazionale      | Giorgio Bornacin            |                                                                                          |
| Rifondazione comunista  | Luigi Malabarba             | Si è dimesso l'11 ottobre 2006. Subentra Adelaide Gaggio Giuliani                        |
| Rifondazione comunista  | Adelaide Gaggio Giuliani    | Subentrata l'11 ottobre 2006 in sostituzione di Luigi Malabarba                          |
| La Margherita           | Egidio Banti                | In sostituzione di Lamberto Dini e Luigi Zanda che hanno optato per altra circoscrizione |

## VIII - Emilia-Romagna
L'Emilia-Romagna elegge 21 senatori. Il premio di maggioranza regionale assegna allo schieramento vincente almeno 12 senatori. La coalizione che raccoglie più voti è L'Unione.
| Lista                                        | Eletto             | Note                                                                          |
| -------------------------------------------- | ------------------ | ----------------------------------------------------------------------------- |
| Democratici di Sinistra                      | Sergio Zavoli      |                                                                               |
| Democratici di Sinistra                      | Vidmer Mercatali   |                                                                               |
| Democratici di Sinistra                      | Walter Vitali      |                                                                               |
| Democratici di Sinistra                      | Giuliano Barbolini |                                                                               |
| Democratici di Sinistra                      | Andrea Manzella    |                                                                               |
| Democratici di Sinistra                      | Federico Enriques  |                                                                               |
| Democratici di Sinistra                      | Leana Pignedoli    |                                                                               |
| Forza Italia                                 | Marcello Pera      |                                                                               |
| Forza Italia                                 | Pietro Lunardi     |                                                                               |
| Forza Italia                                 | Giampaolo Bettamio |                                                                               |
| Forza Italia                                 | Laura Bianconi     |                                                                               |
| Alleanza Nazionale                           | Filippo Berselli   |                                                                               |
| Alleanza Nazionale                           | Alberto Balboni    |                                                                               |
| Alleanza Nazionale                           | Stefano Morselli   |                                                                               |
| La Margherita                                | Roberto Pinza      | Si è dimesso il 26 ottobre 2006. Subentra Luca Marcora                        |
| La Margherita                                | Albertina Soliani  |                                                                               |
| La Margherita                                | Luca Marcora       | Subentrato il 26 ottobre 2006 in sostituzione di Roberto Pinza                |
| Rifondazione comunista                       | Claudio Grassi     |                                                                               |
| Rifondazione comunista                       | Martino Albonetti  |                                                                               |
| Unione dei Democratici Cristiani e di Centro | Mauro Libè         | In sostituzione di Francesco D'Onofrio che ha optato per altra circoscrizione |
| Insieme con l'Unione                         | Armando Cossutta   |                                                                               |
| Lega Nord-Movimento per l'Autonomia          | Massimo Polledri   | In sostituzione di Roberto Calderoli che ha optato per altra circoscrizione   |

## IX - Toscana
La Toscana elegge 18 senatori. Il premio di maggioranza regionale assegna allo schieramento vincente almeno 10 senatori. La coalizione che raccoglie più voti è L'Unione, che, avendo ottenuto il 61,3% delle preferenze, ha avuto diritto a 11 senatori.
| Lista                                        | Eletto                       | Note                                                                                               |
| -------------------------------------------- | ---------------------------- | -------------------------------------------------------------------------------------------------- |
| Democratici di Sinistra                      | Vittoria Franco              | |
| Democratici di Sinistra                      | Beatrice Maria Magnolfi      | |
| Democratici di Sinistra                      | Massimo Livi Bacci           | |
| Democratici di Sinistra                      | Marco Filippi                | |
| Democratici di Sinistra                      | Lido Scarpetti               | |
| Democratici di Sinistra                      | Giovanni Bellini             | |
| Forza Italia                                 | Massimo Baldini              | |
| Forza Italia                                 | Gaetano Quagliariello        | |
| Forza Italia                                 | Pietro Paolo Amato           | In sostituzione di Marcello Pera che ha optato per altra circoscrizione                            |
| Alleanza Nazionale                           | Altero Matteoli              | |
| Alleanza Nazionale                           | Franco Mugnai                | |
| Alleanza Nazionale                           | Achille Totaro               | |
| Rifondazione comunista                       | Milziade Silvio Caprili      | |
| Rifondazione comunista                       | Salvatore Allocca            | |
| La Margherita                                | Lamberto Dini                | |
| La Margherita                                | Natale Maria Alfonso D'Amico | |
| Unione dei Democratici Cristiani e di Centro | Nedo Lorenzo Poli            | In sostituzione di Marco Follini e Luca Marconi che hanno optato per altra circoscrizione          |
| Insieme con l'Unione                         | Manuela Palermi              | In sostituzione di Armando Cossutta e Loredana De Petris che hanno optato per altra circoscrizione |

## X - Umbria
L'Umbria elegge 7 senatori. Il premio di maggioranza regionale assegna allo schieramento vincente almeno 4 senatori. La coalizione che raccoglie più voti è L'Unione.
| Lista                                        | Eletto             | Note                                                                                       |
| -------------------------------------------- | ------------------ | ------------------------------------------------------------------------------------------ |
| Democratici di Sinistra                      | Aniello Formisano  |                                                                                            |
| Democratici di Sinistra                      | Paolo Brutti       | In sostituzione di Gavino Angius che ha optato per altra circoscrizione                    |
| Forza Italia                                 | Franco Asciutti    | In sostituzione di Lucio Stanca che ha optato per altra circoscrizione                     |
| Alleanza Nazionale                           | Learco Saporito    |                                                                                            |
| Rifondazione comunista                       | Stefano Zuccherini |                                                                                            |
| La Margherita                                | Francesco Ferrante | In sostituzione di Franco Marini e Paola Binetti che hanno optato per altra circoscrizione |
| Unione dei Democratici Cristiani e di Centro | Sandra Monacelli   | In sostituzione di Rocco Buttiglione che ha optato per altra circoscrizione                |

## XI - Marche
Le Marche eleggono 8 senatori. Il premio di maggioranza regionale assegna allo schieramento vincente almeno 5 senatori. La coalizione che raccoglie più voti è L'Unione.
| Lista                                        | Eletto             | Note                                                                                                  |
| -------------------------------------------- | ------------------ | --- |
| Democratici di Sinistra                      | Silvana Amati      | |
| Democratici di Sinistra                      | Guido Calvi        | |
| Forza Italia                                 | Francesco Casoli   | |
| Alleanza Nazionale                           | Mario Baldassarri  | |
| La Margherita                                | Marina Magistrelli | |
| Rifondazione comunista                       | Erminia Emprin     | |
| Unione dei Democratici Cristiani e di Centro | Amedeo Ciccanti    | In sostituzione di Mario Baccini che ha optato per altra circoscrizione                               |
| Insieme con l'Unione                         | Fernando Rossi     | In sostituzione di Armando Cossutta e Marco Pecoraro Scanio che hanno optato per altra circoscrizione |

## XII - Lazio
Il Lazio elegge 27 senatori. Il premio di maggioranza regionale assegna allo schieramento vincente almeno 15 senatori. La coalizione che raccoglie più voti è la Casa delle Libertà.
| Lista                                        | Eletto                       | Note                                                                      |
| -------------------------------------------- | ---------------------------- | ------------------------------------------------------------------------- |
| Forza Italia                                 | Cosimo Ventucci              |                                                                           |
| Forza Italia                                 | Paolo Guzzanti               |                                                                           |
| Forza Italia                                 | Angelo Maria Cicolani        |                                                                           |
| Forza Italia                                 | Paolo Barelli                |                                                                           |
| Forza Italia                                 | Claudio Fazzone              |                                                                           |
| Forza Italia                                 | Giulio Marini                |                                                                           |
| Forza Italia                                 | Maria Burani Procaccini      | In sostituzione di Giuseppe Pisanu che ha optato per altra circoscrizione |
| Democratici di Sinistra                      | Goffredo Maria Bettini       | Si è dimesso il 28 novembre 2007. Subentra Pietro Larizza.                |
| Democratici di Sinistra                      | Ignazio Roberto Maria Marino |                                                                           |
| Democratici di Sinistra                      | Esterino Montino             |                                                                           |
| Democratici di Sinistra                      | Silvana Pisa                 |                                                                           |
| Democratici di Sinistra                      | Mario Gasbarri               |                                                                           |
| Democratici di Sinistra                      | Giorgio Mele                 |                                                                           |
| Democratici di Sinistra                      | Pietro Larizza               | Subentrato il 28 novembre 2007 in sostituzione di Goffredo Maria Bettini. |
| Alleanza Nazionale                           | Francesco Storace            |                                                                           |
| Alleanza Nazionale                           | Cesare Cursi                 |                                                                           |
| Alleanza Nazionale                           | Oreste Tofani                |                                                                           |
| Alleanza Nazionale                           | Laura Allegrini              |                                                                           |
| Alleanza Nazionale                           | Andrea Augello               |                                                                           |
| Alleanza Nazionale                           | Domenico Gramazio            |                                                                           |
| La Margherita                                | Giorgio Pasetto              | In sostituzione di Franco Marini che ha optato per altra circoscrizione   |
| La Margherita                                | Domenico Fisichella          | In sostituzione di Franco Marini che ha optato per altra circoscrizione   |
| La Margherita                                | Luigi Zanda                  | In sostituzione di Willer Bordon che ha optato per altra circoscrizione   |
| Rifondazione comunista                       | Rina Gagliardi in Morandi    |                                                                           |
| Rifondazione comunista                       | Salvatore Bonadonna          |                                                                           |
| Unione dei Democratici Cristiani e di Centro | Mario Baccini                |                                                                           |
| Unione dei Democratici Cristiani e di Centro | Michele Forte                |                                                                           |
| Insieme con l'Unione                         | Loredana De Petris           |                                                                           |

## XIII - Abruzzo
L'Abruzzo elegge 7 senatori. Il premio di maggioranza regionale assegna allo schieramento vincente almeno 4 senatori. La coalizione che raccoglie più voti è L'Unione.
| Lista                   | Eletto                    | Note                                                                                   |
| ----------------------- | ------------------------- | -------------------------------------------------------------------------------------- |
| Forza Italia            | Andrea Pastore            |                                                                                        |
| Forza Italia            | Filippo Piccone           |                                                                                        |
| Democratici di Sinistra | Gavino Angius             |                                                                                        |
| Democratici di Sinistra | Giovanni Legnini          |                                                                                        |
| Alleanza Nazionale      | Marcello De Angelis       | In sostituzione di Altero Matteoli che ha optato per altra circoscrizione              |
| La Margherita           | Franco Marini             |                                                                                        |
| Rifondazione comunista  | Giuseppe Di Lello Finuoli | In sostituzione di Lidia Brisca vedova Menapace che ha optato per altra circoscrizione |

## XIV - Molise
Il Molise elegge due senatori, senza premio di maggioranza regionale. La coalizione che raccoglie più voti è L'Unione.
| Lista        | Eletto               | Note                                                                   |
| ------------ | -------------------- | ---------------------------------------------------------------------- |
| Forza Italia | Angelo Michele Iorio | Si è dimesso il 21 novembre 2006. Subentra Luigi Di Bartolomeo         |
| Forza Italia | Luigi Di Bartolomeo  | Subentrato il 21 novembre 2006 in sostituzione di Angelo Michele Iorio |
| L'Ulivo      | Augusto Massa        |                                                                        |

## XV - Campania
La Campania elegge 30 senatori. Il premio di maggioranza regionale assegna allo schieramento vincente almeno 17 senatori. La coalizione che raccoglie più voti è L'Unione.
| Lista                                        | Eletto                       | Note                                                                        |
| -------------------------------------------- | ---------------------------- | --------------------------------------------------------------------------- |
| Forza Italia                                 | Giuseppe Pisanu              |                                                                             |
| Forza Italia                                 | Franco Malvano               |                                                                             |
| Forza Italia                                 | Pasquale Giuliano            |                                                                             |
| Forza Italia                                 | Emiddio Novi                 |                                                                             |
| Forza Italia                                 | Raffaele Iannuzzi            |                                                                             |
| Forza Italia                                 | Antonio Girfatti             |                                                                             |
| Forza Italia                                 | Giorgio Clelio Stracquadanio |                                                                             |
| Forza Italia                                 | Cosimo Izzo                  |                                                                             |
| Democratici di Sinistra                      | Roberto Barbieri             |                                                                             |
| Democratici di Sinistra                      | Anna Maria Carloni           |                                                                             |
| Democratici di Sinistra                      | Massimo Brutti               |                                                                             |
| Democratici di Sinistra                      | Andrea Carmine De Simone     |                                                                             |
| Democratici di Sinistra                      | Massimo Villone              |                                                                             |
| La Margherita                                | Nicola Mancino               | Si è dimesso il 24 luglio 2006. Subentra Aniello Palumbo                    |
| La Margherita                                | Giuseppe Scalera             |                                                                             |
| La Margherita                                | Roberto Manzione             |                                                                             |
| La Margherita                                | Antonio Polito               |                                                                             |
| La Margherita                                | Antonio Maccanico            |                                                                             |
| La Margherita                                | Aniello Palumbo              | Subentrato il 24 luglio 2006 in sostituzione di Nicola Mancino              |
| Alleanza Nazionale                           | Pasquale Viespoli            |                                                                             |
| Alleanza Nazionale                           | Francesco Pontone            |                                                                             |
| Alleanza Nazionale                           | Antonio Paravia              |                                                                             |
| Alleanza Nazionale                           | Gennaro Coronella            |                                                                             |
| Rifondazione comunista                       | Tommaso Sodano               |                                                                             |
| Rifondazione comunista                       | Raffaele Tecce               |                                                                             |
| Rifondazione comunista                       | Olimpia Vano                 |                                                                             |
| Unione dei Democratici Cristiani e di Centro | Marco Follini                |                                                                             |
| Popolari UDEUR                               | Stefano Cusumano             |                                                                             |
| Popolari UDEUR                               | Tommaso Barbato              | In sostituzione di Clemente Mastella che ha optato per altra circoscrizione |
| Insieme con l'Unione                         | Marco Pecoraro Scanio        |                                                                             |
| Italia dei Valori                            | Sergio De Gregorio           |                                                                             |

## XVI - Puglia
La Puglia elegge 21 senatori. Il premio di maggioranza regionale assegna allo schieramento vincente almeno 12 senatori. La coalizione che raccoglie più voti è la Casa delle Libertà.
| Lista                                        | Eletto                | Note                                                                      |
| -------------------------------------------- | --------------------- | ------------------------------------------------------------------------- |
| Forza Italia                                 | Antonio Azzollini     |                                                                           |
| Forza Italia                                 | Mauro Cutrufo         |                                                                           |
| Forza Italia                                 | Rosario Giorgio Costa |                                                                           |
| Forza Italia                                 | Carmelo Morra         |                                                                           |
| Forza Italia                                 | Pasquale Nessa        |                                                                           |
| Forza Italia                                 | Vincenzo Barba        |                                                                           |
| Forza Italia                                 | Antonio Lorusso       | In sostituzione di Giuseppe Pisanu che ha optato per altra circoscrizione |
| Democratici di Sinistra                      | Cesare Salvi          |                                                                           |
| Democratici di Sinistra                      | Nicola Latorre        |                                                                           |
| Democratici di Sinistra                      | Alberto Maritati      | Si è dimesso il 12 luglio 2006. Subentra Donato Piglionica                |
| Democratici di Sinistra                      | Colomba Mongiello     |                                                                           |
| Democratici di Sinistra                      | Donato Piglionica     | Subentrato il 12 luglio 2006 in sostituzione di Alberto Maritati          |
| Alleanza Nazionale                           | Francesco Divella     |                                                                           |
| Alleanza Nazionale                           | Alfredo Mantovano     |                                                                           |
| Alleanza Nazionale                           | Euprepio Curto        |                                                                           |
| La Margherita                                | Luigi Bobba           |                                                                           |
| La Margherita                                | Giovanni Procacci     |                                                                           |
| La Margherita                                | Giannicola Sinisi     |                                                                           |
| Unione dei Democratici Cristiani e di Centro | Luca Marconi          |                                                                           |
| Unione dei Democratici Cristiani e di Centro | Salvatore Ruggeri     | In sostituzione di Marco Follini che ha optato per altra circoscrizione   |
| Rifondazione comunista                       | Maria Celeste Nardini |                                                                           |
| Italia dei Valori                            | Giuseppe Caforio      |                                                                           |

## XVII - Basilicata
La Basilicata elegge 7 senatori. Il premio di maggioranza regionale assegna allo schieramento vincente almeno 4 senatori. La coalizione che raccoglie più voti è L'Unione.
| Lista                   | Eletto                | Note                                                             |
| ----------------------- | --------------------- | ---------------------------------------------------------------- |
| Democratici di Sinistra | Filippo Bubbico       | Si è dimesso il 25 ottobre 2006. Subentra Salvatore Adduce       |
| Democratici di Sinistra | Piero Di Siena        |                                                                  |
| Democratici di Sinistra | Salvatore Adduce      | Subentrato il 25 ottobre 2006 in sostituzione di Filippo Bubbico |
| Forza Italia            | Guido Viceconte       |                                                                  |
| Forza Italia            | Vincenzo Taddei       |                                                                  |
| La Margherita           | Antonio Boccia        |                                                                  |
| Alleanza Nazionale      | Emilio Nicola Buccico |                                                                  |
| Rifondazione comunista  | Anna Maria Palermo    |                                                                  |

## XVIII - Calabria
La Calabria elegge 10 senatori. Il premio di maggioranza regionale assegna allo schieramento vincente almeno 6 senatori. La coalizione che raccoglie più voti è L'Unione.
| Lista                                        | Eletto                              | Note                                                                          |
| -------------------------------------------- | ----------------------------------- | ----------------------------------------------------------------------------- |
| Forza Italia                                 | Antonio Gentile                     |                                                                               |
| Forza Italia                                 | Giancarlo Pittelli                  | In sostituzione di Lucio Stanca che ha optato per altra circoscrizione        |
| Democratici di Sinistra                      | Rosa Maria Villecco vedova Calipari |                                                                               |
| Democratici di Sinistra                      | Antonio Iovene                      | In sostituzione di Nicola Latorre che ha optato per altra circoscrizione      |
| Alleanza Nazionale                           | Giuseppe Valentino                  |                                                                               |
| La Margherita                                | Francesco Bruno                     | In sostituzione di Vincenzo Bianco che ha optato per altra circoscrizione     |
| Rifondazione comunista                       | Fosco Giannini                      |                                                                               |
| Unione dei Democratici Cristiani e di Centro | Gino Trematerra                     | In sostituzione di Francesco D'Onofrio che ha optato per altra circoscrizione |
| Lista Consumatori                            | Pietro Fuda                         |                                                                               |
| Popolari UDEUR                               | Mario Clemente Mastella             |                                                                               |

## XIX - Sicilia
La Sicilia elegge 26 senatori. Il premio di maggioranza regionale assegna allo schieramento vincente almeno 15 senatori. La coalizione che raccoglie più voti è la Casa delle Libertà.
| Lista                                        | Eletto                              | Note                                                       |
| -------------------------------------------- | ----------------------------------- | ---------------------------------------------------------- |
| Forza Italia                                 | Renato Schifani                     |                                                            |
| Forza Italia                                 | Carlo Vizzini                       |                                                            |
| Forza Italia                                 | Antonio D'Alì                       |                                                            |
| Forza Italia                                 | Giuseppe Firrarello                 |                                                            |
| Forza Italia                                 | Roberto Centaro                     |                                                            |
| Forza Italia                                 | Mario Francesco Ferrara             |                                                            |
| Forza Italia                                 | Guido Ziccone                       |                                                            |
| Forza Italia                                 | Giovanni Mauro                      |                                                            |
| La Margherita                                | Vincenzo Bianco                     |                                                            |
| La Margherita                                | Antonino Papania                    |                                                            |
| La Margherita                                | Bartolo Fazio                       |                                                            |
| La Margherita                                | Benedetto Adragna                   |                                                            |
| Democratici di Sinistra                      | Anna Maria Paola Luigia Finocchiaro |                                                            |
| Democratici di Sinistra                      | Giovanni Battaglia                  |                                                            |
| Democratici di Sinistra                      | Costantino Garraffa                 |                                                            |
| Democratici di Sinistra                      | Accursio Montalbano                 |                                                            |
| Alleanza Nazionale                           | Domenico Nania                      |                                                            |
| Alleanza Nazionale                           | Antonino Strano                     |                                                            |
| Alleanza Nazionale                           | Antonio Battaglia                   |                                                            |
| Unione dei Democratici Cristiani e di Centro | Salvatore Cuffaro                   | Si è dimesso il 24 luglio 2006. Subentra Francesco Pionati |
| Unione dei Democratici Cristiani e di Centro | Calogero Mannino                    |                                                            |
| Unione dei Democratici Cristiani e di Centro | Giuseppe Naro                       |                                                            |
| Rifondazione comunista                       | Giovanni Russo Spena                |                                                            |
| Rifondazione comunista                       | Santo Liotta                        |                                                            |
| Lega Nord-Movimento per l'Autonomia          | Giovanni Pistorio                   |                                                            |
| Italia dei Valori                            | Fabio Giambrone                     |                                                            |

## XX - Sardegna
La Sardegna elegge 9 senatori. Il premio di maggioranza regionale assegna allo schieramento vincente almeno 5 senatori. La coalizione che raccoglie più voti è L'Unione.
| Lista                                        | Eletto               | Note |
| -------------------------------------------- | -------------------- | --- |
| Forza Italia                                 | Piergiorgio Massidda | |
| Forza Italia                                 | Ignazio Manunza      | In sostituzione di Giuseppe Pisanu che ha optato per altra circoscrizione. Deceduto il 23 agosto 2006. Subentra Fedele Sanciu |
| Democratici di Sinistra                      | Antonello Cabras     | |
| Democratici di Sinistra                      | Gianni Nieddu        | |
| Alleanza Nazionale                           | Mariano Delogu       | |
| La Margherita                                | Salvatore Ladu       | |
| Rifondazione comunista                       | Francesco Martone    | |
| Unione dei Democratici Cristiani e di Centro | Massimo Fantola      | In sostituzione di Marco Follini che ha optato per altra circoscrizione                                                       |
| Insieme con l'Unione                         | Mauro Bulgarelli     | |

## Estero
La legge sul voto degli italiani residenti all'estero divide il resto del mondo in quattro circoscrizioni e assegna loro sei senatori. Il sistema elettorale è proporzionale con il voto di preferenza.

### A - Europa
L'Europa elegge due senatori.
| Lista        | Eletto            | Note |
| ------------ | ----------------- | ---- |
| L'Unione     | Claudio Micheloni |      |
| Forza Italia | Antonella Rebuzzi |      |

### B - America meridionale
L'America meridionale elegge due senatori.
| Lista                                | Eletto            | Note |
| ------------------------------------ | ----------------- | ---- |
| Associazioni Italiane in Sud America | Luigi Pallaro     |      |
| L'Unione                             | Edoardo Pollastri |      |

### C - America settentrionale e centrale
America settentrionale e centrale eleggono un senatore.
| Lista    | Eletto                | Note |
| -------- | --------------------- | ---- |
| L'Unione | Renato Guerino Turano |      |

### D - Asia, Africa, Oceania e Antartide
Asia, Africa, Oceania e Antartide eleggono un senatore.
| Lista    | Eletto        | Note |
| -------- | ------------- | ---- |
| L'Unione | Nino Randazzo |      |

## Senatori a vita
| Nome                 | Note |
| -------------------- | --- |
| Giulio Andreotti     | Nominato da Francesco Cossiga. In carica dal 1º giugno 1991                                                                          |
| Carlo Azeglio Ciampi | Ex Presidente della Repubblica. In carica dal 15 maggio 2006                                                                         |
| Emilio Colombo       | Nominato da Carlo Azeglio Ciampi. In carica dal 21 gennaio 2003                                                                      |
| Francesco Cossiga    | Ex Presidente della Repubblica. In carica dal 28 aprile 1992                                                                         |
| Rita Levi-Montalcini | Nominata da Carlo Azeglio Ciampi. In carica dal 1º agosto 2001                                                                       |
| Giorgio Napolitano   | Nominato da Carlo Azeglio Ciampi. In carica dal 23 settembre 2005 al 15 maggio 2006, quando viene eletto Presidente della Repubblica |
| Sergio Pininfarina   | Nominato da Carlo Azeglio Ciampi. In carica dal 23 settembre 2005                                                                    |
| Oscar Luigi Scalfaro | Ex Presidente della Repubblica. In carica dal 15 maggio 1999                                                                         |